# Sukunahikona
Sukunahikona, ou Sukunahikona No Kami, ou ainda Sukunabikona (少名毘古那神 ou 少彦名神 em japonês) é uma pequena divindade da mitologia japonesa,  que diziam ser tão pequena que escapava pelos dedos de sua mãe, Kamimusuhi.
Sukunahikoma se uniu a Ookuninushi para a construção do mundo (Ashihara no Nakatsu Kuni) e na criação da medicina, protegendo contra as doenças e os animais selvagens. Sukunahikona é o deus da cura e do saquê e está associado principalmente com águas termais.